# Conchaspis angraeci
Conchaspis angraeci  (лат.) — вид червецов из семейства Conchaspididae подотряда Sternorrhyncha. Встречается повсеместно. Инванзивный вид (завезен в Европу). Зарегистрированы как вредители ванили Vanilla fragrans (Richard et al., 2003; LeRoux et al., 2005). Голень и лапка слиты в один членик; усики 3—5 — члениковые.

## Распространение
Афротропика: Ангола, Камерун, Коморы, Берег Слоновой Кости, Мадагаскар, Нигер, Нигерия, Реюньон, Сейшеллы, Заир. Австралазия: Австралия, Admiralty Islands, Фиджи, Французская Полинезия, Тувалу. Неарктика: Мексика, США. Неотропика: Барбадос, Бразилия, Венесуэла, Колумбия, Куба, Галапагосские острова, Никарагуа, Панама, Перу, Пуэрто-Рико, Суринам, Тринидад, Эквадор, Ямайка. Ориентальный регион: Индия, Малайзия. Палеарктика: Абхазия и Англия.

## Биология
Питаются соками растений. Встречаются на представителях следующих семейств и видов:
- Agavaceae: Yucca (Yucca aloifolia, Yucca gloriosa)
- Apocynaceae: Allemanda hendersonii, Plumeria, Tabernaemontana
- Aquifoliaceae: Ilex
- Araliaceae: Brassaia (Brassaia actinophylla), Nothopanax
- Asclepiadaceae: Hoya carnosa, Stephanotis
- Bignoniaceae: Kigelia pinnata
- Caricaceae: Carica papaya
- Chrysobalanaceae: Chrysobalanus icaco
- Ericaceae: Rhododendron
- Euphorbiaceae: Acalypha, Codiaeum, Croton, Euphorbia, Pedilanthus, Trigonostemon
- Fabaceae: Wistaria
- Flacourtiaceae
- Lauraceae: Nectandra coriacea, Ocotea catesbyana, Persea
- Malvaceae: Hibiscus
- Moraceae: Ficus sagitata
- Myricaceae: Myrica cerifera
- Nyctaginaceae: Bougainvillea
- Orchidaceae: Angraecum
- Piperaceae: Piper angustifolium
- Pittosporaceae: Pittosporum
- Polygonaceae: Coccoloba
- Rubiaceae: Ixora
- Rutaceae: Boronia heterophylla
- Sapotaceae: Sideroxylon